# (500223) 2012 HM69
(500223) 2012 HM69 es un asteroide perteneciente al cinturón de asteroides, descubierto el 22 de abril de 2012 por el equipo del Spacewatch desde el Observatorio Nacional de Kitt Peak, Arizona, Estados Unidos.

## Designación y nombre
Designado provisionalmente como 2012 HM69.

## Características orbitales
2012 HM69 está situado a una distancia media del Sol de 2,713 ua, pudiendo alejarse hasta 3,162 ua y acercarse hasta 2,264 ua. Su excentricidad es 0,165 y la inclinación orbital 12,86 grados. Emplea 1632,80 días en completar una órbita alrededor del Sol.

## Características físicas
La magnitud absoluta de 2012 HM69 es 17.